# Crichel
Crichel är en civil parish i Dorset i England. Det inkluderar Long Crichel och Moor Crichel. Orten har 262 invånare (2001). Skapad 1 april 2015.